# فخر أباد (خبر بافت)
فخر أباد (بالفارسية: فخرآباد) هي قرية تقع في إيران في Khabar Rural District. يقدر عدد سكانها بـ 23 نسمة بحسب إحصاء 2016.